# Taís Araújo
Taís Bianca Gama de Araújo (Rio de Janeiro, 25 novembre 1978) è un'attrice brasiliana.
È nota soprattutto come attrice di telenovelas.

## Filmografia parziale televisiva
- Xica da Silva (1996)
- Uga-Uga (2000)
- Da cor do pecado (2004) - 169 episodi
- Cobras & Lagartos (2006) - 145 episodi
- A favorita (2008-2009) - 130 episodi
- Viver a vida (2009-2010) - 124 episodi
- Cheias de charme (2012) - 143 episodi
- O dentista mascarado (2013) - 12 episodi